# Quận Đông, Tân Trúc

Vị trí tại thành phố Tân Trúc

Quận Đông (tiếng Trung: 東區; bính âm: Dōng Qū, Hán Việt: Đông khu) là một khu (quận) của thành phố Tân Trúc, tỉnh Đài Loan, Trung Hoa Dân Quốc (Đài Loan). Trên địa bàn Quận Đông có trường Đại học Quốc lập Thanh Hoa, Đại học Giao thông Quốc lập và khu công nghệ Tân Trúc có tiếng với việc tập trung các trung tâm công nghệ cao của miền bắc Đài Loan. Quận Đông có diện tích 33,5768 km², dân số vào tháng 8 năm 2011 là 198.752 người thuộc 69.532 hộ gia đình, mật độ cư trú đạt 5919,3 người/km².